# Dvärgfingerört
Dvärgfingerört (Sibbaldia procumbens) är en växtart i familjen rosväxter (Rosacea) som växer på det norra halvklotet. 
Den växer på tundra, fuktig sand- eller torvmark, stenig mark, i bergsklimat, samt även vid bäckkanter och snölegor. I Sverige förekommer växten från Dalarna till Torne Lappmark, men kan även finnas i skogen nedanför fjällen. Dvärgfingerörten blommar i juli–augusti. Carl von Linné påträffade dvärgfingerörten 1732. Artnamnet procumbens betyder nedliggande. 
Inuiterna gjorde bland annat en sorts te på växten som kallades arpehutik.

## Utseende
Dvärgfingerörten blir mellan tre och tio cm hög. Växtens blad är trefingrade med tretandade spetsar, kronbladen är gula och är kortare än foderbladen. Blomman har fem ståndare och tio pistiller. Dess nötter är bruna och glänsande. 